# قالويه زندان (مهاباد)
قرية قالويه زندان (بالكردية: قاڵوێ زەندان) هي إحدى القرى التابعة لـكاني بازار في ريف قسم خليفان من مقاطعة مهاباد، في محافظة أذربیجان الغربیة الإيرانية.

## السكان
حسب إحصاءات سنة 2006، بلغ إجمالي السكان في قالويه زندان 438 نسمة وعدد المساكن 63 مسكن. لغة سكان قالويه زندان هي اللغة الكردية و هم من أهل السنة والجماعة والمذهب الشافعي.